# 최재웅 (1994년)
최재웅(1994년 2월 13일 ~ )은 대한민국의 뮤지컬 배우다. 2017년 뮤지컬 '더 데빌'로 데뷔했다.

## 학력
- 중앙대학교 연극학과 학사

## 방송
- 더블 캐스팅 (2020) - Top12
- 팬텀싱어 4 (2023) - Top74